# Van Hilleary

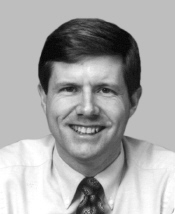
Van Hilleary

William Vanderpool „Van“ Hilleary (* 20. Juni 1959 in Dayton, Tennessee) ist ein US-amerikanischer Politiker. Zwischen 1995 und 2003 vertrat er den Bundesstaat Tennessee im US-Repräsentantenhaus.

## Werdegang
Van Hilleary besuchte zunächst die Rhea County High School und studierte danach bis 1981 an der University of Tennessee in Knoxville. Zwischen 1982 und 1984 diente er in der US Air Force, deren Reserve er bis heute angehört. Nach einem Jurastudium und seiner im Jahr 1990 erfolgten Zulassung als Rechtsanwalt begann er in seinem neuen Beruf zu arbeiten.
Politisch schloss sich Hilleary der Republikanischen Partei an. Bei den Kongresswahlen des Jahres 1994 wurde er im vierten Wahlbezirk von Tennessee in das US-Repräsentantenhaus in Washington, D.C. gewählt, wo er am 3. Januar 1995 die Nachfolge von Jim Cooper antrat. Nach drei Wiederwahlen konnte er bis zum 3. Januar 2003 vier Legislaturperioden im Kongress absolvieren.
Im Jahr 2002 verzichtete er auf eine weitere Kandidatur. Stattdessen kandidierte er erfolglos für das Amt des Gouverneurs von Tennessee: Er unterlag dem Demokraten Phil Bredesen. 2006 bewarb er sich um die Nominierung seiner Partei für die Wahlen zum US-Senat, belegte in der Primary aber nur den dritten Platz hinter Ed Bryant und dem siegreichen Bob Corker. Seither arbeitet Van Hilleary als Berater in der Bundeshauptstadt Washington. Er ist verheiratet und lebt privat mit seiner Frau Meredith in Murfreesboro.